# 歌川重久
歌川 重久(うたがわ しげひさ、	生没年不詳)は江戸時代末期の浮世絵師。

## 来歴
歌川広重の門人。重久と号す。嘉永3年(1850年)11月に大判3枚続の錦絵「琉球人行列附」(早稲田大学中央図書館、沖縄県立図書館所蔵)を描いている。落款は「歌川重久画図」とある。
版元は若狭屋与市であった。『藤岡屋日記』によると、「琉球人行列附」は元は天保13年(1842年)に渓斎英泉によって描かれ、丸屋甚八から出版されたものを改版した作品であった。なお、沖縄県立図書館所蔵の図には同年、同じ若狭屋与市版であるが「御免琉球人行列附」と題されている。